# Четвороугао
Четвороугао је у геометрији у равни затворени геометријски облик кога окружују четири дужи спојене у четири темена. Формална дефиниција четвороугла каже да је четвороугао многоугао који има четири темена. Сваки четвороугао има тачно две дијагонале. Дијагонала је дуж која спаја два несуседна темена. Други назив за општи четвороугао је трапезоид. Трапезоиди (као нпр. делтоид) немају паралелне странице.
Реч „квадрилатералан” је изведена из латинских речи quadri, варијанте речи четири, и latus, са значењем „страна”. Квадрилатерали су једноставни (без самопресецања) или комплексни (самопресецајући), који се такође називају укрштеним. Једноставни четвороугли су или конвексни или конкавни. Четвороугао са врховима {\displaystyle A}, {\displaystyle B}, {\displaystyle C} и {\displaystyle D} се понекад означава као {\displaystyle \square ABCD}.
Унутрашњи углови једноставног (и планарног) четвороугла ABCD имају суму од 360 угаоних степени, односно {\displaystyle \angle A+\angle B+\angle C+\angle D=360^{\circ }.} Ово је посебан случај формуле суме унутрашњих углова (n − 2) × 180°. Сви четвороугаоници без самоукрштања постављају раван формирану поновљеном ротацијом око средишта њихових ивица.

## Подела четвороуглова
Четвороуглови се пре свега деле на конвексне и неконвексне. Неконвексни се деле на четвороуглове са и без самопресека. Потребан и довољан услов да четвороугао буде конвексан је да се дијагонале четвороугла секу.
Основна подела конвексних четвороуглова је према броју парова паралелних страница. Приметимо да суседне странице многоугла не могу бити паралелне, јер се праве које их садрже секу у темену многоугла. Сваке две странице троугла су суседне, па наведена подела није била применљива на троуглове. Конвексан четвороугао који има један пар паралелних страница зовемо трапез, а онај који има два пара паралелних страница зовемо паралелограм.
Напомена. У литератури постоји извесно неслагање по питању тога да ли је скуп паралелограма подскуп скупа трапеза или су то два дисјунктна скупа. Ствар је у различитим интерпретацијама дефиниције трапеза. Док једни сматрају да је трапез сваки четвороугао који има бар један пар паралелних страница, други преферирају да трапезом називају само онај четвороугао који има тачно један пар паралелних страница.
У сврху сажетости даљег излагања наводимо дефиниције основице и крака трапеза. Паралелне странице трапеза зовемо основице, а преостале две странице краци. Ако крак посматрамо као трансверзалу, онда видимо да су два угла која належу на крак суплементни, као углови са паралелним крацима.
Појмови тангентан многоугао и тетиван многоугао применљиви су и у случају четвороугла.
Конвексни четвороуглови се деле на тангентне (оне у које се може уписати круг) и тетивне (оне око којих се може описати круг) четвороуглове и на општи случај трапеза, четвороугла коме су две наспрамне странице паралелне. Четвороуглови који су истовремено тетивни и тангентни се још зову и бицентричним.
Специјалан случај тангентног четвороугла је делтоид, који има два пара суседних међусобно једнаких страница.
Општи трапез има још три специјална подслучаја:
- Паралелограм или ромбоид,
- Правоугли трапез, коме је бар један (па онда и њему суплементан) угао прав,[9]
- Једнакокраки трапез, који има једнаке углове на основици или једнаке дијагонале, а тиме и једнаке краке. Овај трапез је такође тетивни четвороугао.

Напомена. Иако је наведена дефиниција на први поглед у нескладу са називом једнакокраког трапеза, њоме се избегава сложеност у навођењу особина једнакокраког трапеза и његовог места у подели четвороуглова. Наиме, ако би једнакокраки трапез био дефинисан као трапез чији су краци једнаки, онда би обухватио паралелограм, а изгубио би све друге наведене особине (тетивност, једнакост дијагонала, углова на основици).
Паралелограм има два специјална случаја:
- Ромб је четвороугао коме су све странице једнаке, а специјалан је случај паралелограма и делтоида,[10]
- Правоугаоник је четвороугао коме су сви углови (или бар три) прави и такође је специјалан случај паралелограма. Ако прихватамо дефиницију трапеза која обухвата паралелограме, онда је правоугаоник осим тога специјалан случај и једнакокраког и правоуглог трапеза.

Квадрат је специјалан случај паралелограма који има особине ромба и правоугаоника: сви углови су му прави и све странице су му међусобно једнаке. Квадрат је пример бицентричног четвороугла. Квадрат се може дефинисати као правилан четвороугао. Квадрат је такође и специјалан случај делтоида јер има три права угла.

## Формуле
Збир углова у четвороуглу је једнак 360° односно 2π:
{\displaystyle \alpha +\beta +\gamma +\delta =360^{\circ }=2\pi }
Ако је угао Θ прав, наспрамне странице се могу посматрати као катете правоуглих троуглова који имају исту дужину хипотенузе:
{\displaystyle \theta =90^{\circ }\Longleftrightarrow a^{2}+c^{2}=b^{2}+d^{2}}
Површина четвороугла може бити изражена на следеће начине:
{\displaystyle P={\frac {1}{2}}ef\sin \theta },
{\displaystyle P={\frac {1}{4}}\left(b^{2}+d^{2}-a^{2}-c^{2}\right)\operatorname {tg} \theta },
{\displaystyle P={\frac {1}{4}}{\sqrt {4e^{2}f^{2}-\left(b^{2}+d^{2}-a^{2}-c^{2}\right)^{2}}}}.